# فالنونتي
فالنونتي (بالإيطالية: Valnontey)‏ هي منطقة سكنية تقع في إيطاليا في كوجن. يقدر عدد سكانها وترتفع عن سطح البحر 1,682 متر.